# 잉장현

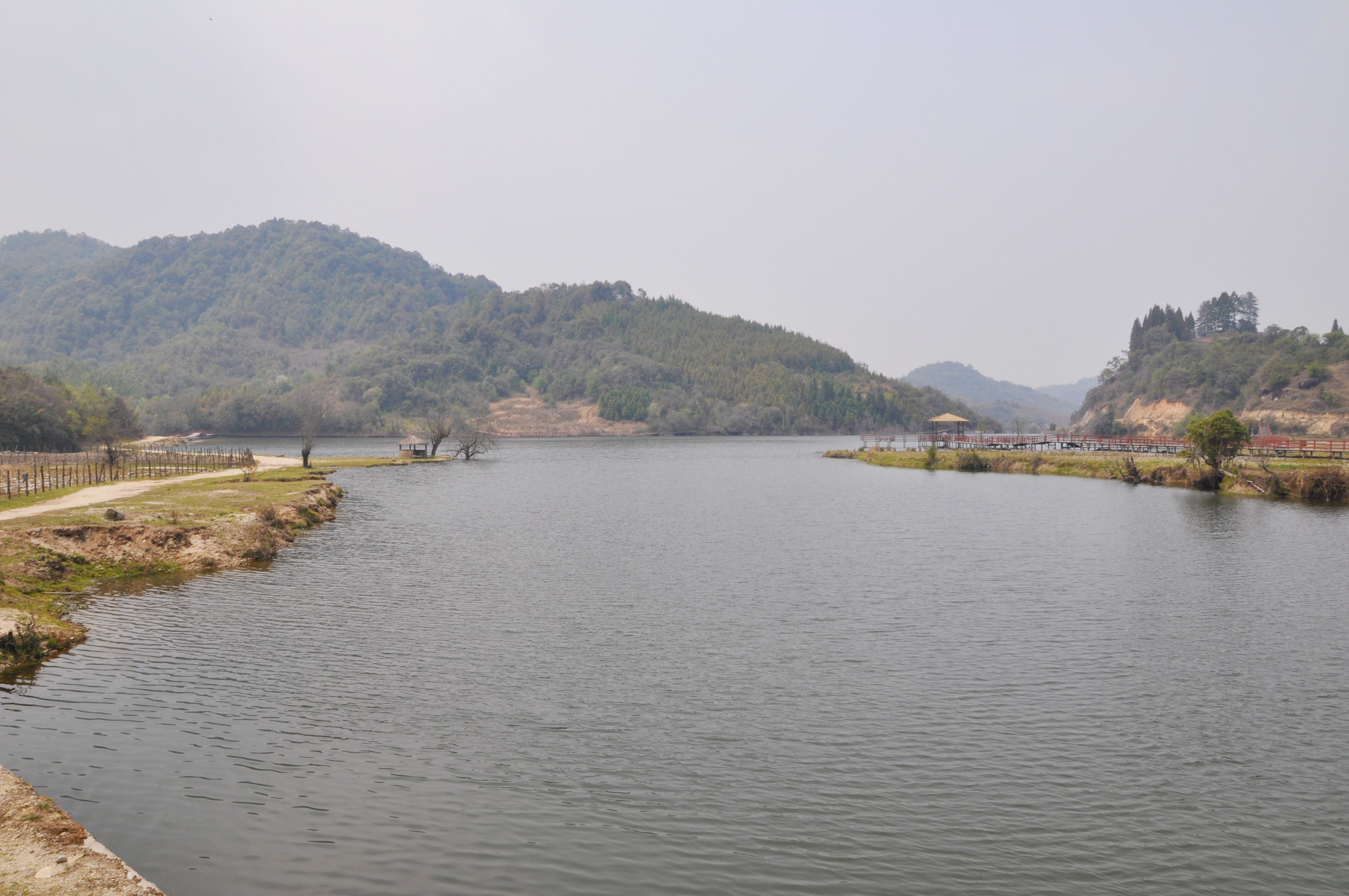

잉장현(한국어: 영강현, 중국어: 盈江县, 병음: Yíngjiāng Xiàn)은 중화인민공화국 윈난성 더훙 다이족 징포족 자치주의 현급 행정구역이다. 넓이는 4429 km2이고, 인구는 2007년 기준으로 280,000명이다.

## 지리
잉장 현은 서쪽으로 미얀마의 카친주와 214.6 km 길이의 국경선을 접한다. 단자허(胆扎河)와 빙랑강(槟榔江)은 주청(舊城) 부근에서 합류하여 다잉강(大盈江)이 된다. 다잉 강은 잉장 현을 통과하여 미얀마로 흘러들고 이라와디강의 지류가 되어 미얀마의 바마오 근처에서 합류한다. 다잉강의 서쪽 부분은 몇몇 현대 서구의 문서에 타핑강(太平江)으로도 알려져있다.
잉장현은 주로 산지이고 몇 개의 충적 평원이 있다. 현의 기후는 열대부터 아열대, 온대까지 다양하다. 자연 그대로의 삼림을 2000 m 위의 산에서 볼 수 있다. 현의 해발고도는 210 m에서 3404.6 m 사이이다.
잉장은 수력 전기, 삼림, 지열 자원이 풍부하다. 21개의 온천이 있고 그 중 6개는 90 °C가 넘는다. 온천의 대부분은 다잉강 수계에 속한다.
2004년에 1월 평균기온은 12.9°C였고 8월 평균기온은 24.4°C였다. 연평균 강수량은 1731.6 mm였다.
| Yingjiang (1981−2010)의 기후                   | Yingjiang (1981−2010)의 기후 | Yingjiang (1981−2010)의 기후 | Yingjiang (1981−2010)의 기후 | Yingjiang (1981−2010)의 기후 | Yingjiang (1981−2010)의 기후 | Yingjiang (1981−2010)의 기후 | Yingjiang (1981−2010)의 기후 | Yingjiang (1981−2010)의 기후 | Yingjiang (1981−2010)의 기후 | Yingjiang (1981−2010)의 기후 | Yingjiang (1981−2010)의 기후 | Yingjiang (1981−2010)의 기후 | Yingjiang (1981−2010)의 기후 |
| 월                                             | 1월                          | 2월                          | 3월                          | 4월                          | 5월                          | 6월                          | 7월                          | 8월                          | 9월                          | 10월                         | 11월                         | 12월                         | 연간                         |
| ---------------------------------------------- | ---------------------------- | ---------------------------- | ---------------------------- | ---------------------------- | ---------------------------- | ---------------------------- | ---------------------------- | ---------------------------- | ---------------------------- | ---------------------------- | ---------------------------- | ---------------------------- | ---------------------------- |
| 역대 최고 기온 °C (°F)                         | 26.7 (80.1)                  | 31.2 (88.2)                  | 34.1 (93.4)                  | 36.0 (96.8)                  | 36.1 (97.0)                  | 34.9 (94.8)                  | 34.0 (93.2)                  | 35.1 (95.2)                  | 35.3 (95.5)                  | 34.2 (93.6)                  | 30.1 (86.2)                  | 26.7 (80.1)                  | 36.1 (97.0)                  |
| 일평균 최고 기온 °C (°F)                       | 22.0 (71.6)                  | 23.8 (74.8)                  | 27.3 (81.1)                  | 29.4 (84.9)                  | 29.3 (84.7)                  | 28.5 (83.3)                  | 27.7 (81.9)                  | 28.5 (83.3)                  | 28.8 (83.8)                  | 27.8 (82.0)                  | 25.1 (77.2)                  | 22.5 (72.5)                  | 26.7 (80.1)                  |
| 일일 평균 기온 °C (°F)                         | 12.3 (54.1)                  | 14.4 (57.9)                  | 17.9 (64.2)                  | 21.2 (70.2)                  | 23.3 (73.9)                  | 24.2 (75.6)                  | 23.9 (75.0)                  | 24.2 (75.6)                  | 23.5 (74.3)                  | 21.3 (70.3)                  | 17.0 (62.6)                  | 13.3 (55.9)                  | 19.7 (67.5)                  |
| 일평균 최저 기온 °C (°F)                       | 5.6 (42.1)                   | 7.4 (45.3)                   | 10.8 (51.4)                  | 14.9 (58.8)                  | 18.6 (65.5)                  | 21.3 (70.3)                  | 21.5 (70.7)                  | 21.6 (70.9)                  | 20.4 (68.7)                  | 17.2 (63.0)                  | 11.7 (53.1)                  | 7.3 (45.1)                   | 14.9 (58.7)                  |
| 역대 최저 기온 °C (°F)                         | −0.8 (30.6)                  | 1.0 (33.8)                   | 2.6 (36.7)                   | 8.2 (46.8)                   | 13.4 (56.1)                  | 16.7 (62.1)                  | 16.3 (61.3)                  | 18.3 (64.9)                  | 15.1 (59.2)                  | 8.7 (47.7)                   | 3.9 (39.0)                   | 1.6 (34.9)                   | −0.8 (30.6)                  |
| 평균 강수량 mm (인치)                          | 14.8 (0.58)                  | 26.6 (1.05)                  | 29.1 (1.15)                  | 64.0 (2.52)                  | 168.7 (6.64)                 | 310.3 (12.22)                | 343.3 (13.52)                | 250.9 (9.88)                 | 159.6 (6.28)                 | 121.6 (4.79)                 | 44.3 (1.74)                  | 12.2 (0.48)                  | 1,545.4 (60.85)              |
| 평균 상대 습도 (%)                             | 76                           | 71                           | 66                           | 68                           | 76                           | 85                           | 88                           | 87                           | 85                           | 84                           | 81                           | 79                           | 79                           |
| 출처: China Meteorological Data Service Center |                              |                              |                              |                              |                              |                              |                              |                              |                              |                              |                              |                              |                              |

## 역사
잉장현이 처음으로 중국 영토의 일부가 된 것은 전한 때이다. 전한 때에 익주군(益州郡)의 관할 하에 있었다. 후한, 촉한, 서진, 동진 때에는 영창군(永昌郡)의 애뢰현(哀牢縣)의 관할이었고 479년 남제 때부터는 서성현(西城縣)의 관할이었다.
사실상 320년대부터 운남 일대는 찬(爨)씨 일가가 지배하기 시작했다. 중국은 남북조시대에 매우 불안정한 상태였고 중앙 정부의 통치력이 운남까지 미치지 못했다. 찬씨 일가는 중앙 정부의 명목적인 통치권을 인정하고 자신들은 지역의 실질적인 지배력을 유지하는 전략을 취했다. 이러한 방식으로 찬씨 일가는 769년에 남조 (왕국)에 의해 정복되기까지 400년 이상 운남을 지배했다.
영강은 남조의 지배하에 있었고 이후 8세기부터 13세기까지는 대리국의 지배를 받았다. 따라서 당송시기에는 중국의 영역이 아니었다. 이후 몽골족에 의해 정복됨으로써 다시 중국 영토의 일부가 되었다. 명청시기에는 중앙 정부가 명목적인 통치권을 가지고 실질적인 통치는 토착 추장이 하는 토사제(土司制度) 하에 지역 부족장의 통치를 받았다.

## 행정 구역
8개 진, 6개 향, 1개 민족향을 관할한다.
- 진: 平原镇, 旧城镇, 那邦镇, 弄璋镇, 盏西镇, 卡场镇, 昔马镇, 太平镇.
- 향: 新城乡, 油松岭乡, 芒章乡, 支那乡, 勐弄乡, 铜壁关乡.
- 민족향: 苏典傈僳族乡.